# Acroscyphus
Acroscyphus är ett släkte av lavar. Acroscyphus ingår i familjen Caliciaceae, ordningen Teloschistales, klassen Lecanoromycetes, divisionen sporsäcksvampar och riket svampar.
|             | Amandinea                                      |
|             |                                                |
|             | Dimelaena                                      |
|             |                                                |
|             | Endohyalina                                    |
|             |                                                |
|             | Stigmatochroma                                 |
|             |                                                |
|             | Buellia                                        |
|             |                                                |
|             | Dirinaria                                      |
|             |                                                |
|             | Sculptolumina                                  |
|             |                                                |
|             | Hypoflavia                                     |
|             |                                                |
|             | Hafellia                                       |
|             |                                                |
|             | Cratiria                                       |
|             |                                                |
|             | Ciposia                                        |
|             |                                                |
|             | Chrismofulvea                                  |
|             |                                                |
|             | Baculifera                                     |
|             |                                                |
|             | Fluctua                                        |
|             |                                                |
|             | Diplotomma                                     |
|             |                                                |
|             | Calicium                                       |
|             |                                                |
|             | Australiaena                                   |
|             |                                                |
|             | Pyxine                                         |
|             |                                                |
|             | Dermatiscum                                    |
|             |                                                |
|             | Cyphelium                                      |
|             |                                                |
|             | Gassicurtia                                    |
|             |                                                |
|             | Tylophoropsis                                  |
|             |                                                |
|             | Santessonia                                    |
|             |                                                |
|             | Sphinctrinopsis                                |
|             |                                                |
| Acroscyphus | \| \| Acroscyphus sphaerophoroides \| \| \| \| |
|             | \| \| Acroscyphus sphaerophoroides \| \| \| \| |
|             | Acroscyphus sphaerophoroides                   |
|             |                                                |

|  | Acroscyphus sphaerophoroides |
|  |                              |